# Herr Montag
Herr Montag (Originaltitel: Monsieur Lundi) ist eine Erzählung von Georges Simenon, in der Kommissar Maigret im Fall eines ermordeten Dienstmädchens in Pariser Vorort Neuilly-sur-Seine ermittelt. Das zur Reihe der Maigret-Romane und -Erzählungen gehörende Werk entstand im Oktober 1936 in Neuilly-sur-Seine und erschien 1944 in dem Erzählband Les nouvelles enquêtes de Maigret bei Gallimard. In deutscher Übersetzung erschien die Erzählung erstmals 1976 in der Übersetzung von Hansjürgen Wille und Barbara Klau, 1989 in der Neuübersetzung von Gertrud Lehnert-Rodiek bei Diogenes in dem Band Maigret und der hartnäckigste Gast der Welt.

## Handlung
Maigret hat einen Todesfall im Hause des Arztes Dr. Barion – einem Lungenfacharzt – zu bearbeiten. Das Dienstmädchen Olga Boulanger starb anscheinend nicht eines natürlichen Todes; hinzu kommt, dass sie im fünften Monat schwanger war. Die Eltern des Dienstmädchens, bretonische Bauern, haben sich entschlossen, als Privatkläger aufzutreten; deren Verdacht richtet sich gegen den Arzt. Maigret sucht darauf Dr. Barion auf, um ihn mit dem Verdacht zu konfrontieren, der Arzt habe ihre Tochter erst geschwängert und dann – er war schließlich verheiratet und hatte Kinder – umgebracht. Inzwischen hatte Barion an der Autopsie des Mädchens teilgenommen und eigene Untersuchungen vorgenommen. Man entdeckte, dass der Darm der Toten von winzigen Löchern durchsiebt war, die rasch zu einer Blutvergiftung geführt haben. Ein hinzu gezogener Tropenmediziner löste schließlich das Rätsel; die Methode, die verwendet wurde, war es, „dem Opfer eine bestimmte Menge jener feinen, nadelharten Grannen verabreichen, die an der Ähre des Getreides sitzen, unter anderem an Roggenähren. Diese Grannen bleiben im Darm, dessen Wände sie nach und nach durchstechen, was unvermeidlich“.
Der Doktor hatte festgestellt, dass die verdächtigen Lebensmittel durch den sogenannten Herrn Montag ins Haus kamen; ein Hausierer, der jeden Montag ein Mittagessen bekam und als Dankeschön Cremetörtchen mitbrachte, die für die Kinder des Arztes bestimmt waren. Doch hatte Dr. Barion den Kindern verboten, die Törtchen zu essen; vernascht wurden sie zu einem späteren Zeitpunkt von dem Dienstmädchen. Der Arzt ist sich daher ziemlich sicher, dass die Grannen in den Törtchen waren. Der Arzt berichtet weiter, von einer neurotischen Nachbarin verfolgt zu werden, einer Engländerin, die davon überzeugt ist, Barion würde sie lieben und sie ein Kind von ihm erwarten. Maigret geht nun der Frage nach, wie die Grannen in die Törtchen kamen und heftet sich an dem kommenden Montag an die Fersen von Herrn Montag. Der alte Mann bekommt seine Creme-Törtchen von der Konditorei, die er regelmäßig aufsucht. Maigret stattet der Bäckerin daraufhin einen Besuch ab und fragt sie nach normalen und ungewöhnlichen Abläufen an den Montagen der vergangenen Wochen. Dabei erfährt er, dass die Engländerin regelmäßig halb englisch, halb französisch Gebäck in der Konditorei bestellte, es daher häufig zu Missverständnissen kam und Gebäck wieder zurückgeschickt wurde, versehen mit den tödlichen Grannen.

## Ausgaben
Die Erzählung wurde erstmals am 20. Dezember 1938 in der Zeitung Paris-Soir-Dimanche (supplément, n° 52) veröffentlicht.
Die Buchausgabe erfolgte 1944 in dem Erzählungen-Band Les nouvelles enquêtes du commissaire Maigret (Gallimard). Enthalten ist die Erzählung in den Werkausgaben Œuvres complètes (Lausanne, Editions Rencontre, 1967–1973) in Band IX, in Tout Simenon (Paris, Presses de la Cité, 1988–1993) in Band 24 und in Tout Simenon (Paris, Omnibus, 2002–2004) ebenfalls in Band 24. In deutscher Übersetzung liegt sie in dem bei Diogenes 2009 erschienenen Sammelband Sämtliche Maigret-Geschichten (ISBN 978-3-257-06682-1) vor.

## Adaptionen
Maigret chez le docteur, Folge der Fernsehserie Maigret von Claudio Tonetti, mit Bruno Cremer als Maigret, Monique Chaumette als Eugénie,  Laurent Le Doyen als Dr. Baron und Pierre Berieu als Mr Lundi, Ausstrahlung 2004